# XO-3b
XO-3b是一顆質量大約是木星11.79倍的太陽系外行星，位於鹿豹座。該行星的公轉周期大約是3.2日，它的半徑是木星的1.217倍。天文學家於2007年5月20日在美國夏威夷檀香山的美國天文學會會議上宣布發現該行星。這項發現是業餘和專業天文學家一起使用位於夏威夷海勒卡拉火山頂的XO望遠鏡的成果。
XO-3b被認為是相當特殊的行星，因為它的質量相當巨大，接近成為恆星的下限，而且就如同所預料的是它以長橢圓形軌道公轉。它也被認為是凌日行星，並且每次經過母恆星和地球觀測者之間時都會發生凌星現象。這是專門以凌日法搜尋系外行星的XO望遠鏡計畫發現的第三顆行星。

## 軌道傾角
罗斯特-麦克劳克林效应的量測允許天文學家測定行星軌道面和母恆星赤道之間的夾角。原始的報告認為該夾角極高，大約是70 ± 15°，這個值比之前凌日法發現的行星大很多。該論文作者則提出警告，稱系統誤差可能會影響量測。稍後另一個團隊獨立測定的值則是較低的37.3 ± 3.7°，雖然這個值仍然高於木星軌道面和太陽赤道的夾角6°。
如此的角度差異代表該行星過去可能受到其他行星影響其軌道，離開了行星系統的共面。另一個可能同樣有過相同效應的行星系統在天大將軍六。

## 爭議
目前仍在爭議XO-3b是行星或棕矮星。其中一位XO團隊科學家克里斯多福·約翰斯－克魯爾也加入了爭論，而他指出至今仍有許多科學家仍在爭論中。這並不是不尋常或奇怪的事件，因為它的母恆星並不是第一顆周圍有棕矮星環繞的恆星。
而母恆星光變曲線的擬合則相當符合半徑是1.32 ± 0.15 RJ和11.71 ± 0.46 MJ的結果。